# Departamento de Maipú (kommun i Chaco)
Departamento de Maipú är en kommun i Argentina.   Den ligger i provinsen Chaco, i den norra delen av landet, 900 km norr om huvudstaden Buenos Aires. Antalet invånare är 153 600.
Omgivningarna runt Departamento de Maipú är en mosaik av jordbruksmark och naturlig växtlighet. Runt Departamento de Maipú är det glesbefolkat, med 9 invånare per kvadratkilometer.